# Sepp Angerer
Josef Angerer (1899 – 1961) è stato un imprenditore tedesco, mercante di tappeti e mercante d'arte che collaborò ad arricchire la collezione d'arte privata di Hermann Göring prima e durante la seconda guerra mondiale, con opere provenienti da furti oppure acquisite mediante minacce o reperite sul mercato nero.

## Storia
Angerer è stato direttore di un'azienda di importazione di tappeti, mobili e opere d'arte e nel mondo dei conoscitori d'arte era secondo solo a Walter Hofer nel procurare opere per la collezione privata di Göring. Angerer usò i suoi contatti internazionali per individuare i dipinti per Göring, mettendo in vendita le opere moderne che Göring non intendeva tenere per sè, raccogliendo così i fondi da reinvestire nell'acquisto di arazzi e capolavori antichi che questi preferiva. Sebbene avesse forti legami con i nazisti, Angerer non ricoprì alcuna posizione ufficiale nello stato nazista.

## "L'arte degenerata"
I nazisti consideravano qualsiasi arte che non si adattasse alle loro idee come arte degenerata e, siccome la maggior parte dell'arte moderna era considerata "degenerata", venne bandita dal regime, sequestrata, collocata in appositi magazzini e gli artisti che la producevano furono soggetti a sanzioni. Nel 1938, Göring prese 13 dipinti di "arte degenerata" sequestrata tra i quali c'erano opere di Paul Cézanne e Vincent van Gogh che poi ha venduto tramite Angerer. Il cittadino olandese di origine tedesca Franz Koenig acquistò il Ritratto del dottor Gachet di Van Gogh (prima versione, 1890), Il giardino di Daubigny (1890) e La cava di Cézanne (1900 circa). Koenig morì nel 1941 investito da un treno alla stazione di Colonia anche se, secondo Ivan Lindsay, Koenig era stato ucciso dai nazisti che intendevano impossessarsi della sua collezione di disegni di antichi maestri. Dei dipinti restanti, uno di Edvard Munch e uno di Paul Signac furono venduti da Angerer in Svezia e altri due Munch a Londra. Göring pagò un compenso al Museo Städel per il Van Gogh e al Museo Folkwang per il Cézanne, ma per una frazione dell'effettivo valore dei dipinti.

## Regali per Hitler

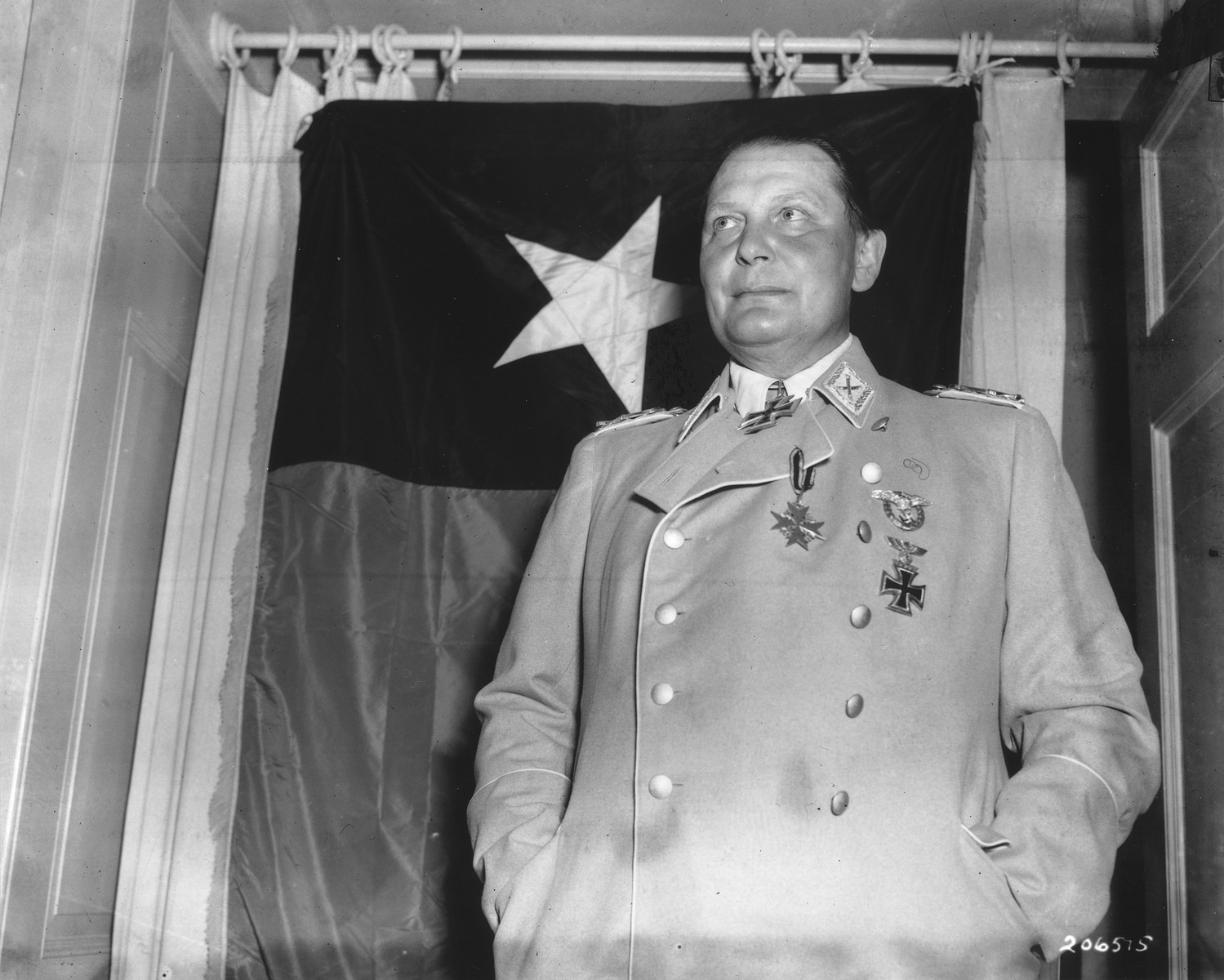
Göring arrestato il 9 maggio 1945

Ai nazisti più importanti piaceva scambiarsi quadri e dipinti. Göring desiderò di fare un regalo ad Adolf Hitler e quindi chiese ad Angerer di acquistare otto arazzi fiamminghi della serie di "Miti gotici" di Albert Auwercx,. A volte queste vendite erano fatte per mascherare altre transazioni illegali.

## Attività in Italia
Ad Angerer fu ordinato da Göring di acquistare sei arazzi in Italia per 400.000 lire. Angerer tornò nell'agosto 1941 con una dozzina di quadri, di cui Göring ne acquistò solo sei. Durante un viaggio a Firenze, intorno al 1942, Angerer e il console tedesco locale Gerhard Wolf fecero un tour della collezione d'arte del conte Bonacossi. Angerer avrebbe detto al conte: "Che peccato che tu non sia un ebreo!" e trascinando il pollice sulla gola continuò: "Se tu fossi un ebreo, potremmo farti proprio questo! Così tutti i dipinti sarebbero nostri!". Dopo la minaccia, il Conte avvertì le collezioni locali del rischio di furti da parte dei nazisti, ma queste avevano già rimosso i loro migliori oggetti e li avevano nascosti dietro dei muri falsi, registri erano stati falsificati e le opere rimanenti distanziate per mascherare le assenze.

## Periodo dopo guerra
Angerer fu catturato e interrogato dagli Alleati nell'autunno del 1945. La sua casa a Berchtesgaden, che aveva condiviso con Fritz Görnnert (l'assistente personale di Göring), fu perquisita da cima a fondo. Thomas Carr Howe Jr., uno dei poliziotti statunitensi incaricati di recuperare le opere d'arte sottratte, ha descritto ciò che ha trovato lì:
"La casa era una villa senza pretese, nascosta in alto sulle colline sopra la città. Al piano terra abbiamo trovato un piccolo ripostiglio, così abbiamo deciso di esaminarlo. Nell ripostiglio c'erano diverse casse con il nome di Angerer e tre o quattro grandi casse contenenti mobili italiani. Abbiamo trovato un piccolo magazzino simile al secondo piano; questo conteneva una dozzina di arazzi, una pila di tappeti orientali, una vasta collezione di paramenti sacri e quasi un centinaio di tessuti rari. ... Nascoste sotto gli arazzi c'erano dieci casse, ciascuna di circa nove metri quadrati e alta un metro... Su ciascuna di queste c'era scritto in caratteri gotici: "Reichsmarschall Hermann Göring". Contenevano una magnifica collezione di armi orientali."
Nel 1946, a seguito delle prove e dei risontri, Angerer venne inserito nell'elenco "bandiera rossa" dell'Unità investigativa sul saccheggio di opere d'arte dell'OSS di persone e organizzazioni coinvolte nel commercio di opere d'arte sotto il governo nazista. 
Non è noto come abbia trascorso i suoi ultimi anni né sono conosciuti aspetti della sua vita privata.